# Avian 2/180 Gyroplane
L'Avian 2/180 Gyroplane était un autogire biplace monomoteur construit au Canada pendant les années 1960. Plusieurs prototypes furent construits, mais aucune production en série n'eut lieu.

## Conception et développement
La société Avian Aircraft, Ltd. fut créée par Peter Payne et ses collègues de la compagnie Avro Canada (en), spécifiquement dans le but de construire un autogire moderne.
Le prototype du Gyroplane effectua son premier vol au printemps 1960. Il fut plus tard perdu dans un accident. Le système de lancement « sauté » (en anglais : « jump start ») par air comprimé ne fut pas un franc succès, et le deuxième prototype utilisa alors le moteur, relié au rotor principal par le biais d'une courroie, d'un embrayage et d'une boîte à engrenages. Ce deuxième exemplaire fut également rendu plus léger, grâce à l'emploi plus important d'aluminium et de fibre de verre, ce qui permit d'augmenter sa vitesse de croisière de 25 %. Il fut suivi par trois appareils de pré-production. À la fin de l'année 1963, plus de 300 heures de vol avaient été effectuées. En décembre 1964, Avian reçut un contrat du Gouvernement canadien de 540 000 dollars, pour la construction d'un Gyroplane modifié qui permettrait à l'appareil d'obtenir une certification, ce qui fut réalisé à la fin de l'année 1968.
En 1970, la société Avian fut mise sous séquestre. Bien qu'il y eut des espoirs de la voir revenir sur la scène, rien ne se produisit. En 1972, quelques actifs d'Avian, incluant trois Gyroplanes, furent mis en vente, mais aucun achat ne fut enregistré. Toutefois, en 2002, un Gyroplane survivant et ses droits de certification furent vendus à Pegasus Rotorcraft, Ltd., qui renomma l'appareil Pegasus III.

## Caractéristiques
Le Gyroplane était un autogire biplace dépourvu d'ailes, propulsé par un moteur à pistons Lycoming IO-360 de 200 ch (150 kW) entraînant une hélice carénée en configuration propulsive (en anglais : « pusher ») bipale Hartzell à vitesse constante. Le rotor principal était doté de trois pales, constituées d'aluminium collé, et possédait des articulations de battement mais pas d'articulation de traînée. En vol normal, le rotor était en rotation libre, mais les concepteurs de l'appareil étaient désireux de lui donner une capacité à effectuer des « jump starts », une technique propre aux autogires qui donne un mouvement de rotation au rotor avant que l'appareil ne s'élance sur la piste, et qui permet des décollages assez rapides, semblables à un saut (d'où le terme « jump », qui veut dire « saut » en anglais). Le premier prototype utilisait des buses d'extrémité de pales visibles qui éjectaient de l'air sous pression en provenance d'un cylindre monté dans le fuselage.
Le fuselage était construit à partir d'une cellule en alliage léger, qui comportait la cabine, les supports moteur, le mat rotor et le carénage de l'hélice. La cabine était largement vitrée et logeait deux personnes assises en tandem, juste devant le moteur et disposant de doubles commandes. L'entrée se faisait par une portière du côté droit. Le contrôle de l'appareil sur l'axe de lacet était réalisé par une gouverne installée à l'intérieur du carénage de l'hélice, améliorant grandement la maniabilité de l'autogire à basse vitesse. Il était également doté d'un train d'atterrissage tricycle, avec les deux roues principales montées sur des jambes flexibles et une roulette avant qui pouvait être « castorée » (orientée pour empêcher tout mouvement de l'appareil lorsqu'il est au sol).

## Spécifications techniques (exemplaire de certification)
Données de Jane's All the World's Aircraft 1970-71.
Caractéristiques générales
- Équipage : 1 pilote
- Capacité : 1 passager
- Longueur : 4,88 m
- Envergure : Diamètre rotor : 11 m
- Hauteur : 2,24 m
- Surface alaire : Disque rotor : 99,9 m2
- Masse à vide : 635 kg
- Masse maximale au décollage : 907 kg
- Moteur : 1   moteur à 4 cylindres à plat refroidis par air Lycoming IO-360 de 200 ch (150 kW)

 Performances 
- Vitesse maximale : 193 km/h
- Vitesse de croisière : 169 km/h
- Plafond : 4 300 m
- Vitesse ascensionnelle : 264 m/min
- Rapport poids-puissance : 3,175 kg/ch